# 松木技研
松木技研株式会社（まつきぎけん、英: MATSUKI GIKEN CO.,LTD.）は、かつて存在した日本の電機メーカー。群馬県前橋市に本社を置いていた。
AIWAの製品などを製作していた松木製作所が前身。

## 概要

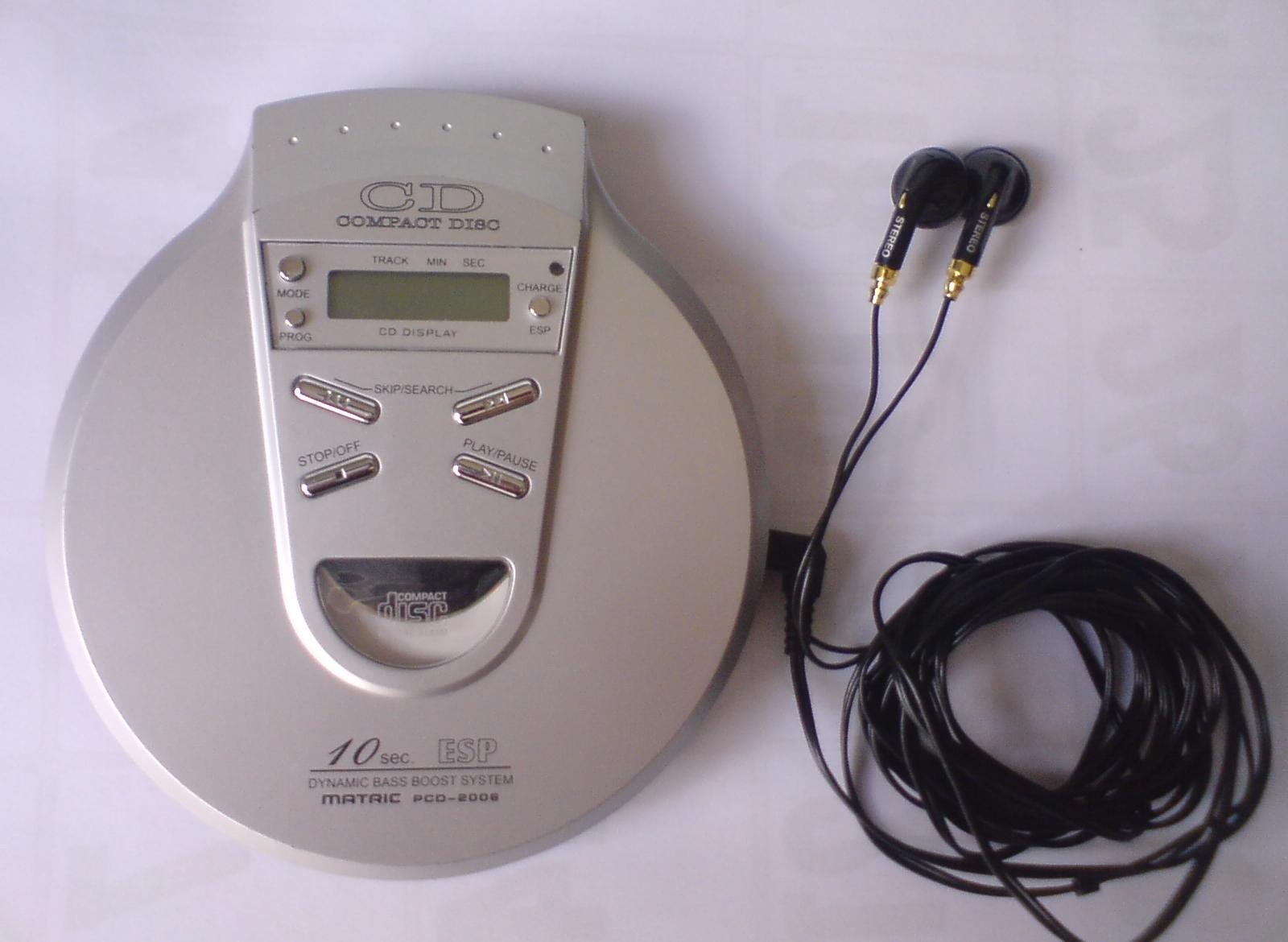
CDプレーヤー PCD-2006（2006年）

群馬県前橋市六供町に拠点を置き、空気清浄機や加湿器、暖房器具等の小型電気製品製造・販売を主な事業としていた。主に「Maxcelia」「MATRIC」のブランド名を用い、ディスカウントショップや家電量販店で製品を販売していた。単機能で比較的低価格な製品が多かった。
2015年（平成27年）8月7日、事業を停止して事後処理を弁護士に一任した。
前橋地方裁判所は2016年（平成28年）3月10日付けで破産手続の開始を決定した。負債総額は約4億円。同年9月30日に法人格が消滅した。